# Bentley

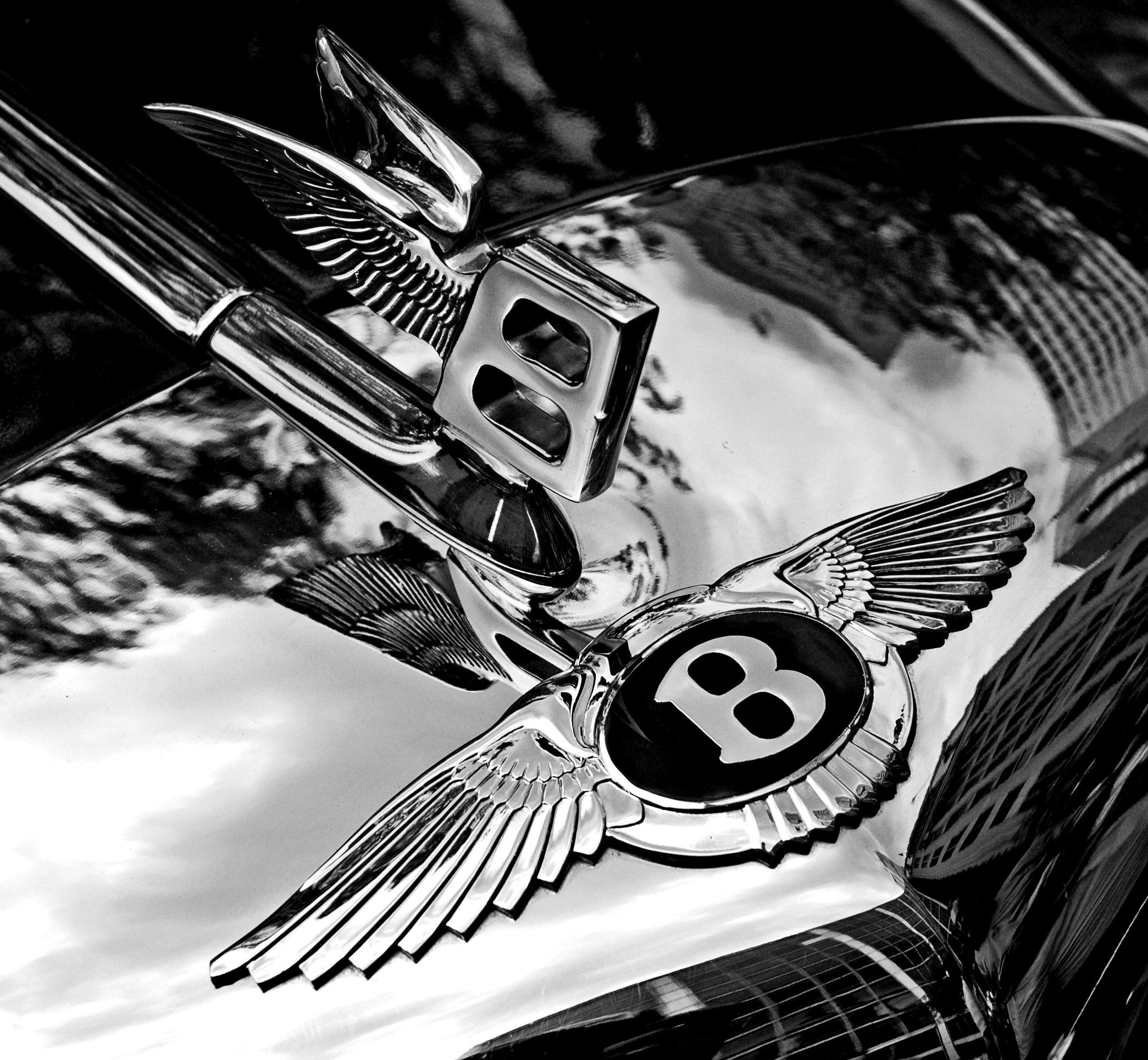
Il caratteristico marchio con la flying B

Bentley è una storica azienda automobilistica britannica di autovetture di prestigio fondata nel 1919 da Walter Owen Bentley a Cricklewood, nei dintorni di Londra, nonché uno dei principali fornitori della Casa Reale inglese e vincitrice della 24 Ore di Le Mans nel 1924, 1927, 1928, 1929, 1930 e 2003.
Dopo un iniziale periodo di indipendenza e di successo, la Bentley fu successivamente acquistata dall'acerrima concorrente Rolls-Royce, che la rese suo malgrado una sorta di sottomarca dei propri prestigiosi modelli per quasi settant'anni.
Dal 1998 fa parte del Gruppo Volkswagen, le cui nuove strategie commerciali hanno determinato una rinascita del marchio, creando altresì una più spiccata identità per la nuova gamma di vetture.

## Storia

### Le origini
Walter Owen Bentley, noto semplicemente come "W.O.", dopo la laurea in ingegneria fece un lungo apprendistato presso varie officine meccaniche inglesi e, dopo aver già fondato l'impresa di importazione di vetture francesi  Bentley&Bentley insieme al fratello, nell'ottobre del 1919 fondò la Bentley Motors Ltd., con sede in un'officina situata in Mews Street a Londra.

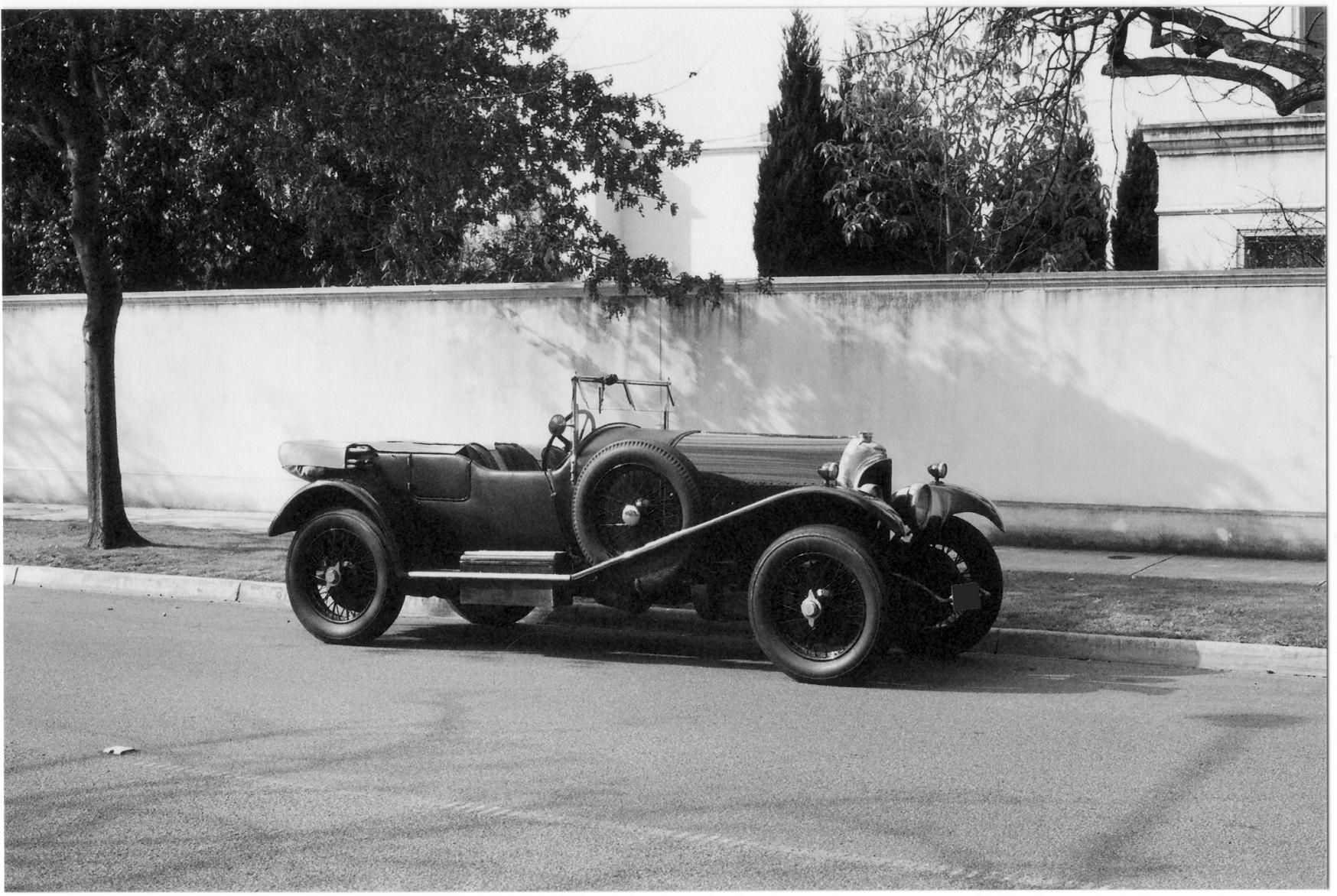
Un esemplare di 3 Litre del 1923, il primo modello prodotto dalla Bentley

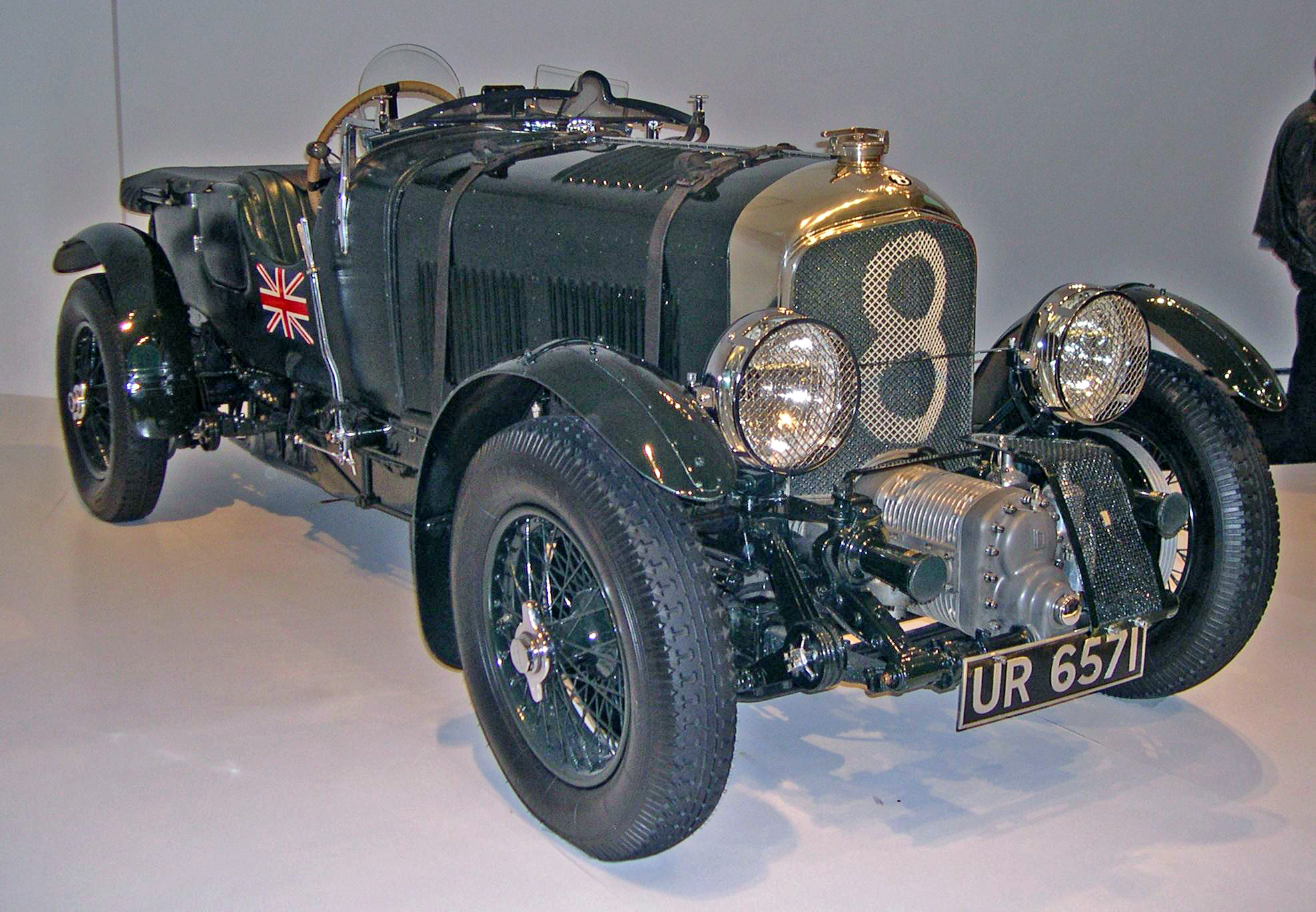
Una 4½ Litre “Blower” del 1929 appartenente alla Collezione Ralph Lauren

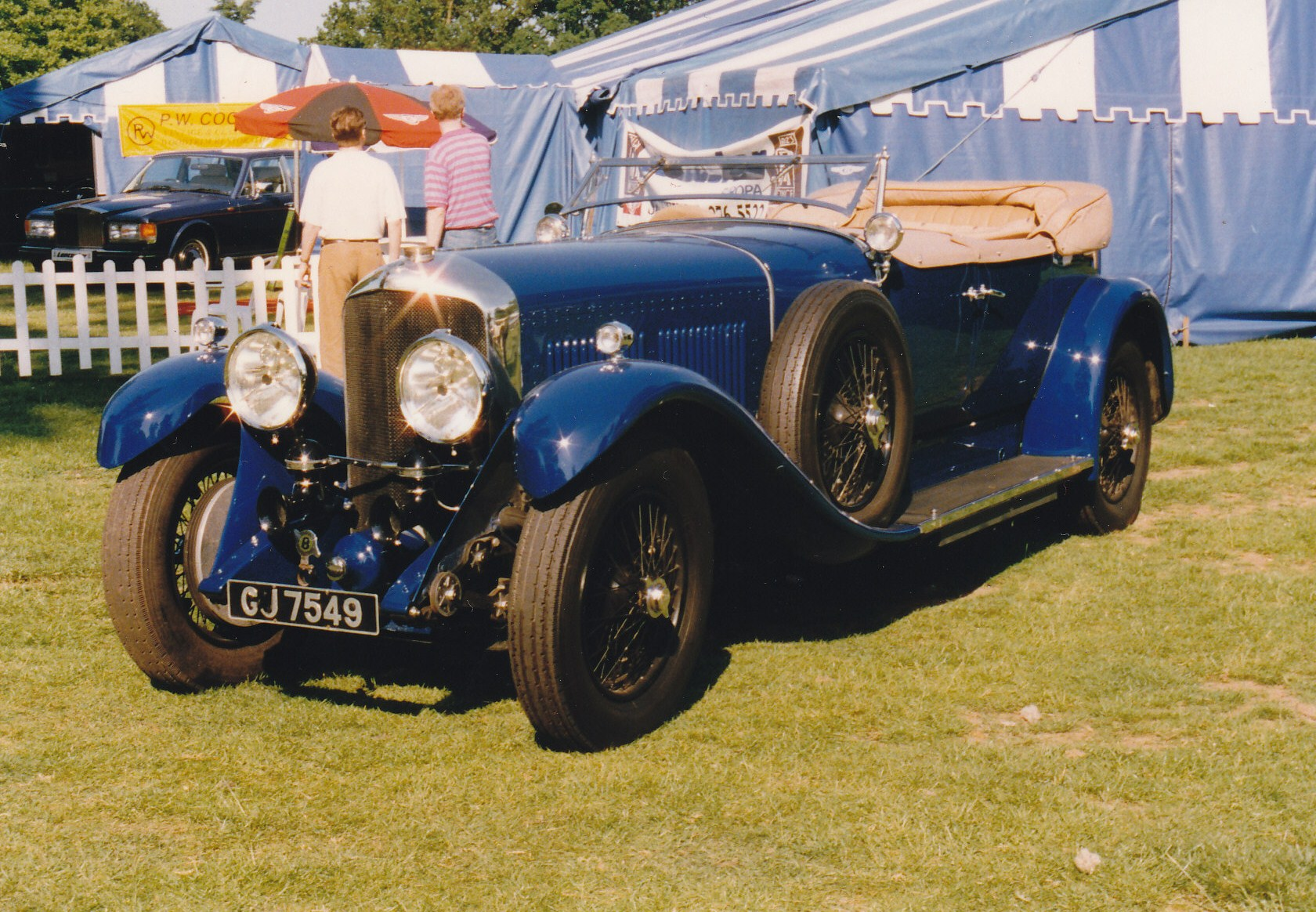
Una Speed Six del 1929

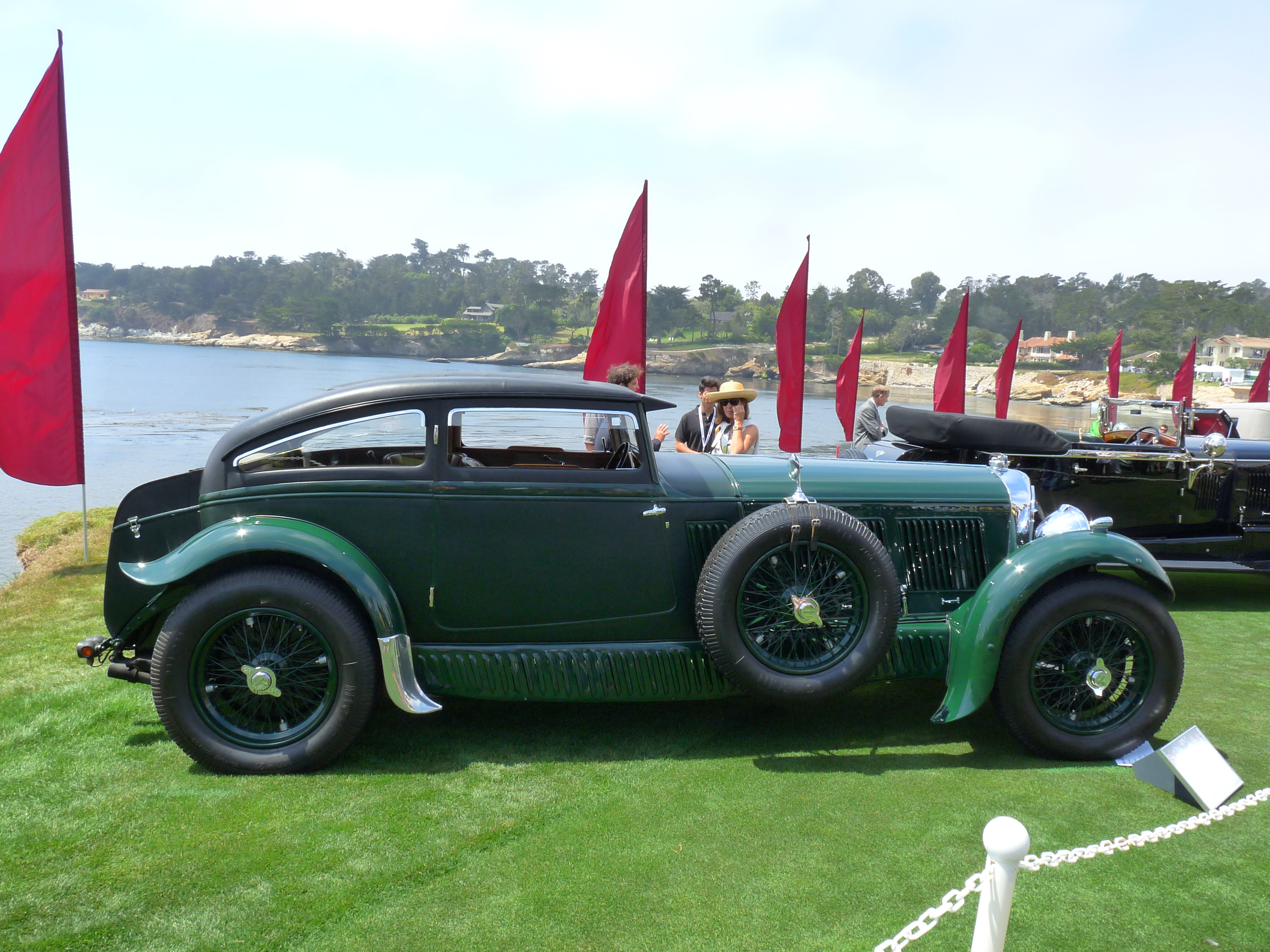
La Speed Six Blue Train Special fatta realizzare dal pilota Woolf Barnato nel 1930

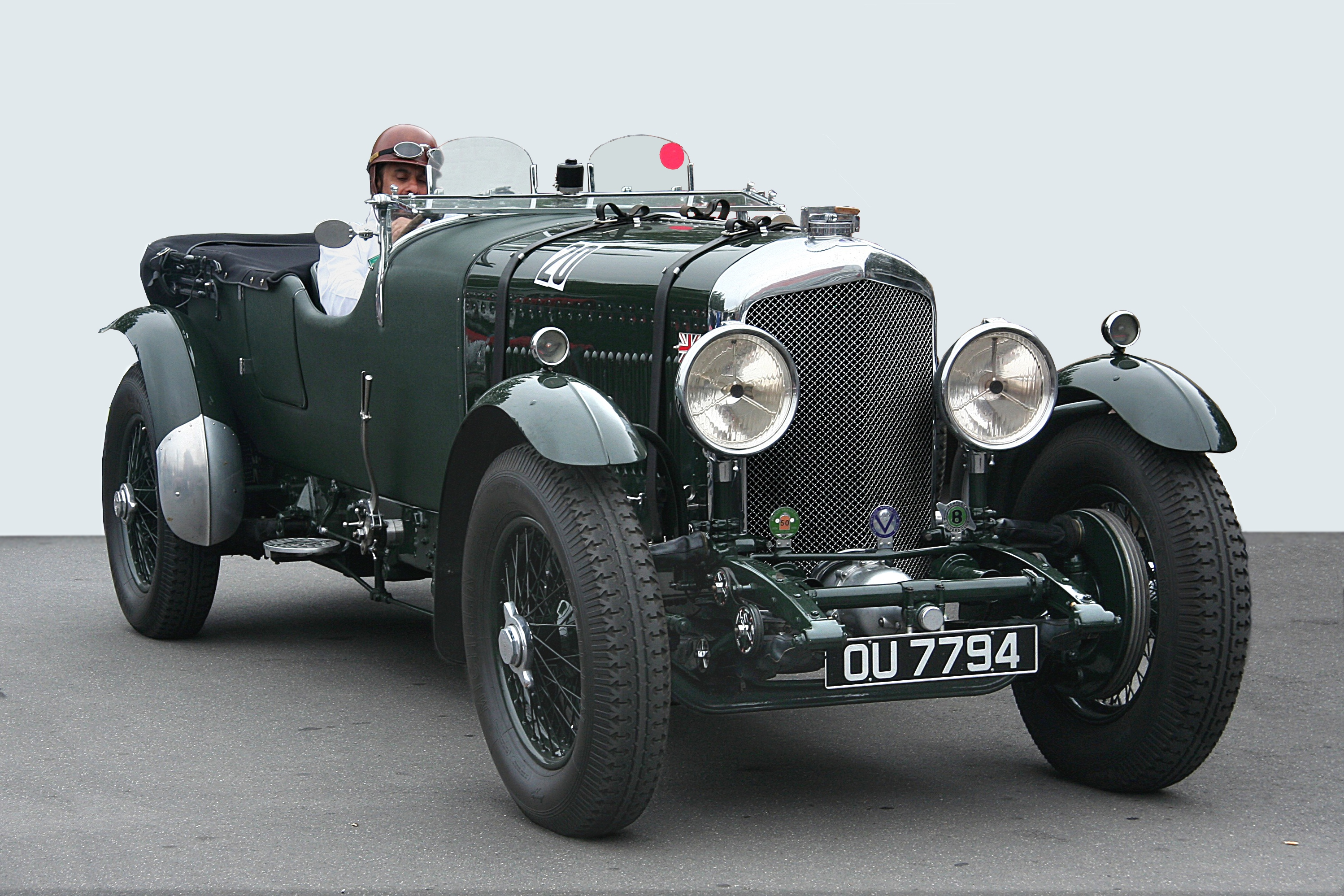
Bentley 8 litre Tourer del 1931

Il suo apprendistato presso le officine ferroviarie e l'illuminante esperienza pionieristica nella progettazione di motori aeronautici in alluminio durante il periodo bellico della Grande Guerra, lo spinsero a sperimentare e a realizzare analoghi motori automobilistici leggeri e performanti.
Dalla prima officina di Mews Street uscì il prototipo 3 Litre, che montava un motore in alluminio da tre litri a quattro cilindri, progettato dallo stesso W.O. e, nel gennaio 1920, la vettura completa compì un iniziale collaudo lungo le strade dell'Inghilterra. Questo primo modello si guadagnò presto una buona reputazione poiché la linea era semplice e riconoscibile, con due soli sportelli, uno dal lato guidatore e l'altro dal lato passeggeri, i sedili anteriori erano separati e scorrevoli, il motore era piuttosto potente ma leggero poiché realizzato in alluminio e, nel complesso la vettura si rivelava affidabile e robusta.

### Il trasferimento a Cricklewood, le competizioni sportive e iBentley Boys
La collaudata robustezza dei primi modelli della 3 Litre contribuì ad accrescere la fama di solidità delle vetture dalla flying B, la cui produzione venne presto trasferita in un nuovo stabilimento a Cricklewood e dove, dal settembre 1921, vennero fabbricate e vendute le prime vetture a marchio Bentley a un prezzo di vendita abbastanza competitivo di 1.125 sterline.
Tuttavia, la passione per la velocità e le corse automobilistiche portò presto W.O. a investire moltissime risorse per creare vetture dalle prestazioni sempre più sportive e, nel 1922, venne deciso di partecipare per la prima volta alla celebre 500 miglia di Indianapolis con un modello speciale di 3 Litre pilotata da Douglas Hawkes che si classificò al 13º posto, gareggiando a una media di 80 miglia orarie.
Nel 1923 la Bentley, con un nuovo team rinominato Bentley Boys, partecipò con la medesima 3 Litre alla celebre 24 Ore di Le Mans, raggiungendo il quarto posto; tuttavia la vittoria non tardò ad arrivare quando, nel 1924, lo stesso modello 3 Litre fu pilotato da Woolf Barnato, erede del magnate sudafricano proprietario delle miniere di Kimberley, classificandosi al 1º posto.
Nel 1926 l'evoluzione della 3 Litre portò alla realizzazione della 4½ Litre, dotata di un nuovo motore a quattro cilindri in linea da 4398 cm³ di cilindrata, 110 BHP per la versione stradale e 130 BHP per quella da competizione, che le fece raggiungere i 160 km/h, conquistando il primato assoluto di «vettura più veloce del mondo». Questo modello ebbe anche un buon successo commerciale tanto da dimostrarsi degna erede della 3 Litre, di cui aveva in comune il telaio, le sospensioni a balestra semiellittica e i freni a tamburo sulle quattro ruote.
Escludendo l'esperienza negativa del 1925, la Bentley tornò a vincere la 24 Ore di Le Mans nel 1927 e nel 1928 con una 4½ Litre pilotata da Woolf Barnato e Bernard Rubin.
Nel 1928 W.O. progettò un innovativo motore in alluminio a sei cilindri e con sei velocità, che consentiva alte prestazioni con consumi più contenuti. Al tempo stesso la scuderia dei Bentley Boys capitanata da Woolf Barnato si mise all'opera per elaborare una versione sovralimentata della 4½ Litre denominata Blower, che sul circuito di Brooklands batté il suo stesso primato, raggiungendo la velocità di ben 222.03 km/h. Benché la Blower non fosse ancora pronta per gareggiare, nello stesso anno e in quello seguente la Bentley vinse nuovamente la 24 Ore di Le Mans con la 6½ Litre Speed Six dotata del nuovo motore a sei marce concepito da W.O., a tal punto da diventare uno dei marchi automobilistici sportivi più celebri del tempo, il cui motto divenne: «Build a good car, a fast car, the best in class.»

#### I modelli Bentley prodotti a Cricklewood dal 1922 al 1931
| Year  | 3 Litre | 4 Litre | 4½ Litre | Speed Six | 8 Litre | Total |
| ----- | ------- | ------- | -------- | --------- | ------- | ----- |
| 1922  | 145     |         |          |           |         | 145   |
| 1923  | 204     |         |          |           |         | 204   |
| 1924  | 403     |         |          |           |         | 403   |
| 1925  | 395     |         |          |           |         | 395   |
| 1926  | 295     |         |          | 58        |         | 353   |
| 1927  | 140     |         |          | 127       |         | 267   |
| 1928  | 45      |         | 273      | 99        |         | 417   |
| 1929  | 8       |         | 260      | 129       |         | 397   |
| 1930  |         |         | 138      | 126       |         | 264   |
| 1931  |         | 50      | 56       |           | 100     | 206   |
| 1931+ | 4       |         | 6        |           |         | 10    |
| Total | 1,639   | 50      | 733      | 539       | 100     | 3,061 |

### Le prime difficoltà
Malgrado gli iniziali successi, l'edizione della 24 Ore di Le Mans del 1925 fu un fallimento e le risorse impiegate complessivamente per le competizioni sportive furono ingenti, pertanto l'azienda andò incontro a una carenza di liquidità. Tuttavia, poiché i seguenti successi in ambito sportivo contribuirono alla fama del marchio, la soluzione ottimale fu l'acquisto di quasi tutte le quote della Bentley Motors Ltd. da parte di Barney Barnato, il padre del pilota Woolf, che investì la considerevole somma di 100.000 sterline. Con il nuovo finanziatore la partecipazione di W.O. fu ridotta al 2% delle azioni ordinarie e al 4% di azioni privilegiate ma W.O. mantenne comunque un ruolo attivo nell'azienda, dedicandosi alacremente alla progettazione di motori e vetture di prestigio sempre più elevato.

### La crisi
Nel febbraio del 1929, a causa della delicata situazione economica dell'azienda, Barnato si vide costretto a limitare la produzione degli altri modelli e finanziò la realizzazione della sola Blower, progettata in gran segreto a partire dal 1928 da Henry Birkin, uno dei Bentley Boys, a Welwyn Garden City, lontano dalle officine Bentley di Cricklewood dove operava W.O.

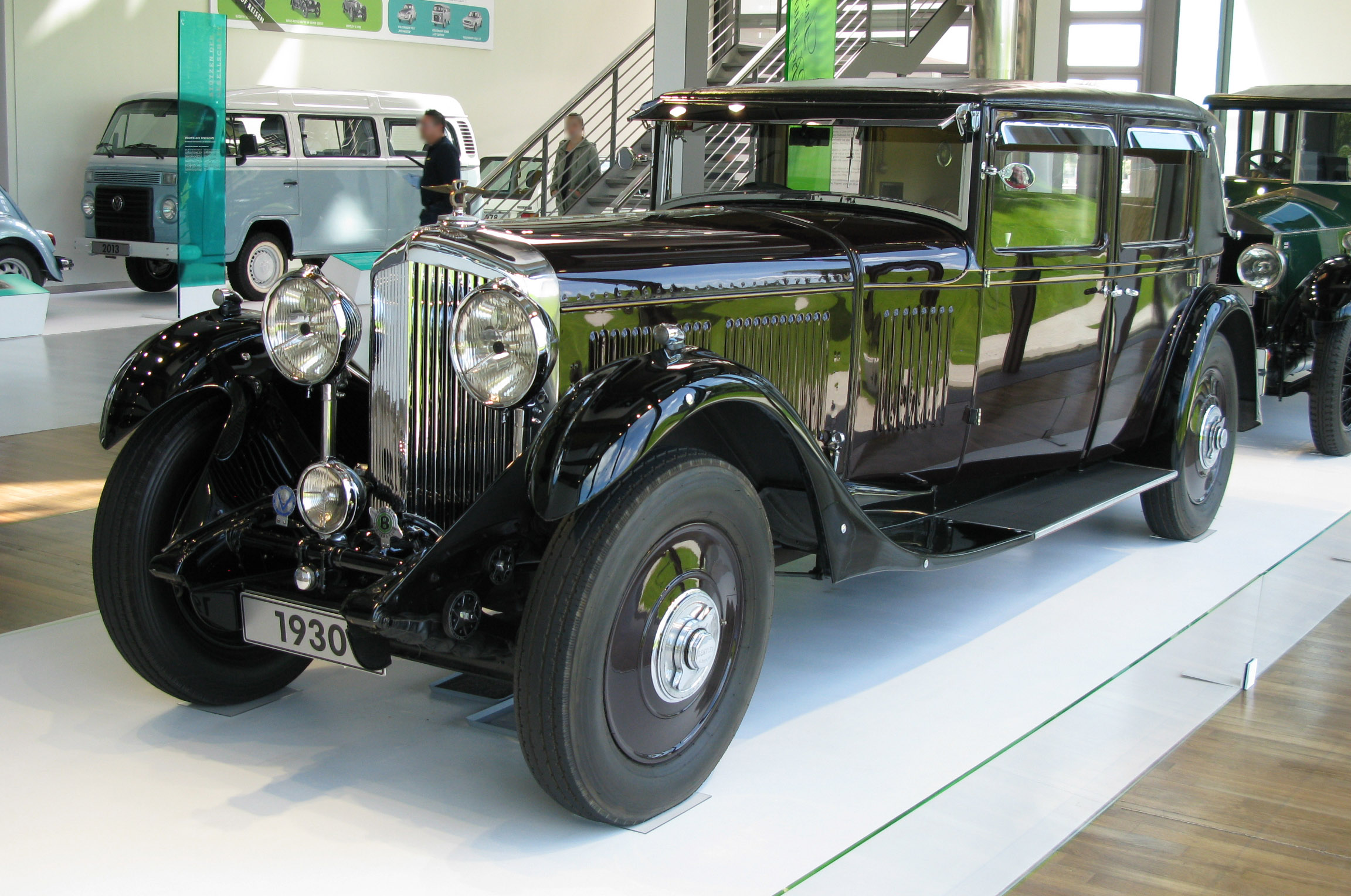
La lussuosa 8 Litres del 1931, ultimo modello Bentley a essere commercializzato prima dell'acquisto da parte della Rolls-Royce

La Grande depressione dell'ottobre del 1929 diede il colpo finale alla già precaria situazione finanziaria della Bentley. Venne lanciata la lussuosissima 8 Litre, degna concorrente della Rolls-Royce Phantom tuttavia, dato il prezzo di vendita di oltre duemila sterline, se ne vendettero appena un centinaio di esemplari, pertanto nel luglio del 1931 Barney Barnato decise di ritirarsi dall'azienda che, senza più il suo sostegno economico, venne messa in liquidazione.

### L'acquisto della Bentley da parte della Rolls-Royce e il lungo periodo di "cattività"

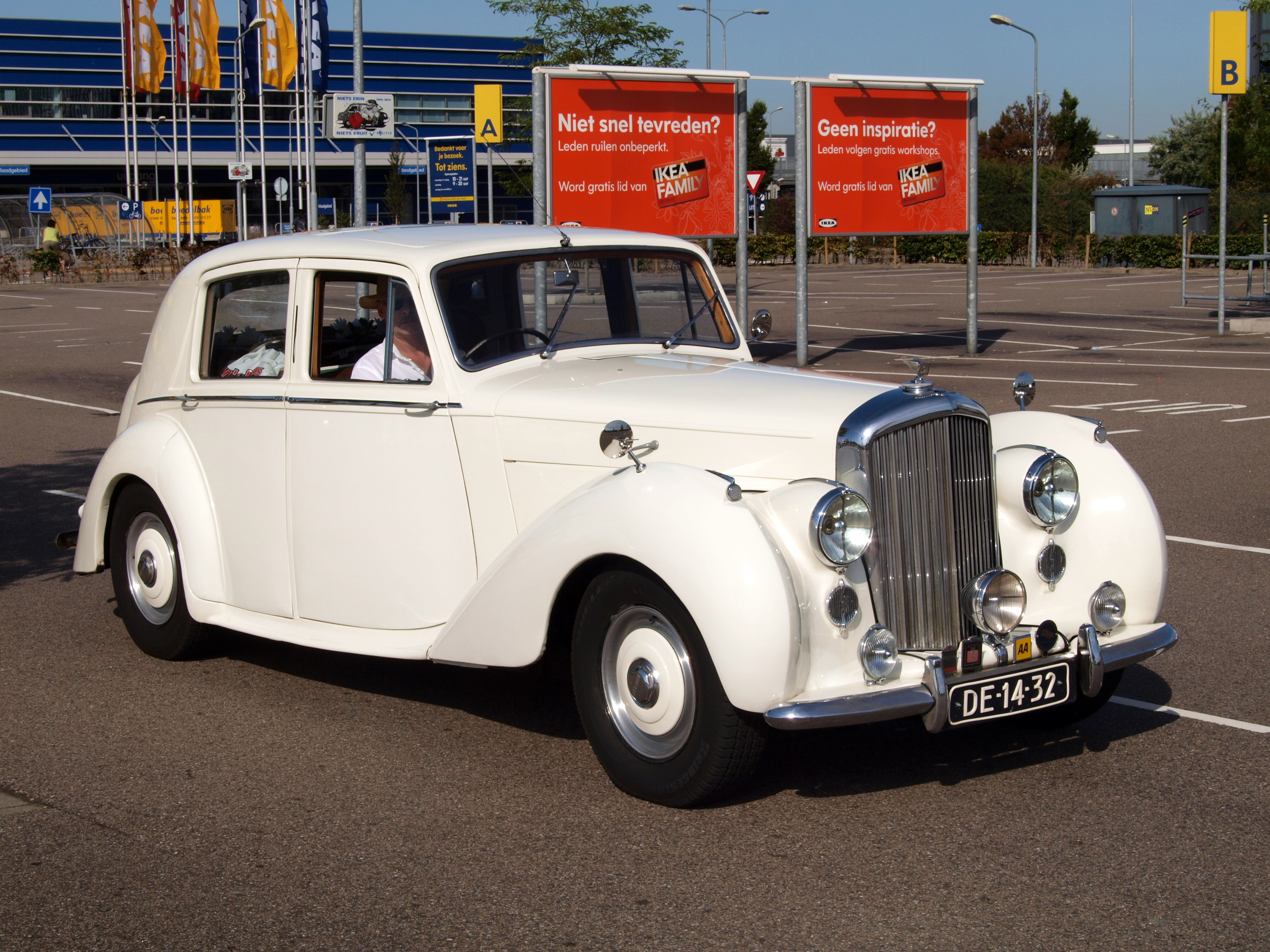
Una Mark VI del 1946, primo modello Bentley realizzato sotto il dominio della Rolls-Royce, del tutto analogo alla Rolls-Royce Silver Wraith

A partire dagli anni trenta del Novecento il destino della Bentley mutò inevitabilmente ed ebbe inizio un lungo periodo buio per l'azienda, che aveva accumulato perdite per 136.220 sterline, tanto da essere messa in liquidazione dal British Central Equitable Trust.
Nell'ottobre del 1931 la casa automobilistica britannica Napier si propose di rilevare la Bentley ma, inaspettatamente, il 20 novembre successivo pervenne una nuova richiesta d'acquisto anonima, un cui vincolo stabiliva la rivelazione dell'acquirente soltanto ad affare concluso. Fu così che, siglato l'accordo, si scoprì che ad acquistare la Bentley era stata la celebre azienda rivale Rolls-Royce Ltd.
A seguito di questa operazione, i debiti della Bentley vennero appianati ma la produzione subì un momentaneo arresto e gli storici stabilimenti di Cricklewood vennero chiusi. Il nuovo accordo prevedeva anche un contratto di consulenza per W.O. della durata di quattro anni, con il quale egli svolse numerosi collaudi delle nuove vetture in giro per l'Europa: incarichi concreti e impegnativi che tuttavia si rivelarono mirati prevalentemente a estrometterlo quasi subito dalla dirigenza Rolls-Royce, con cui presto non mancarono inevitabili dissapori.
Con l'avvento del secondo conflitto mondiale e il nuovo assetto societario, fu presto evidente che molte scelte avrebbero radicalmente cambiato il destino della Bentley.
Nonostante le numerose vittorie degli anni passati, le competizioni sportive erano state completamente abbandonate, così come la progettazione di motori, mentre l'ipotetica produzione di nuovi modelli venne dapprima destinata agli impianti Rolls-Royce di Derby, poiché gli storici stabilimenti di Cricklewood furono venduti.
Tuttavia il primo modello Bentley a essere prodotto dalla nuova gestione fu soltanto nel 1946, dopo la guerra, nei nuovi stabilimenti Rolls-Royce di Crewe ma da allora la Bentley, di fatto, divenne suo malgrado soltanto una sorta di marchio minore dei medesimi modelli della casa madre che, come unico elemento riconoscibile superstite, si distingueva soltanto per la tipica calandra arrotondata sormontata dal marchio della flying B.

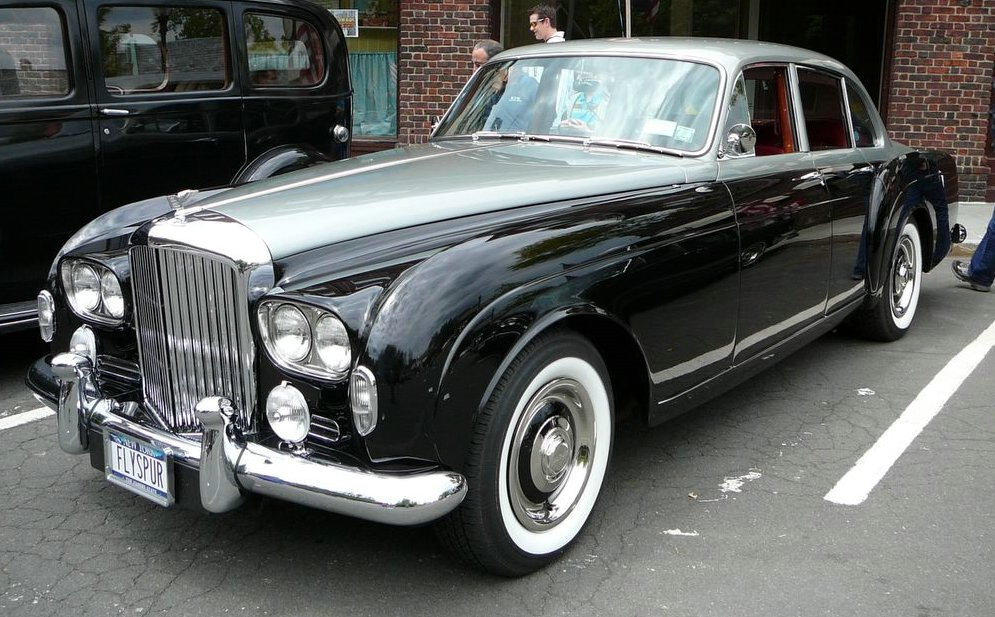
Una S2 del 1964, del tutto simile alla Rolls-Royce Silver Cloud

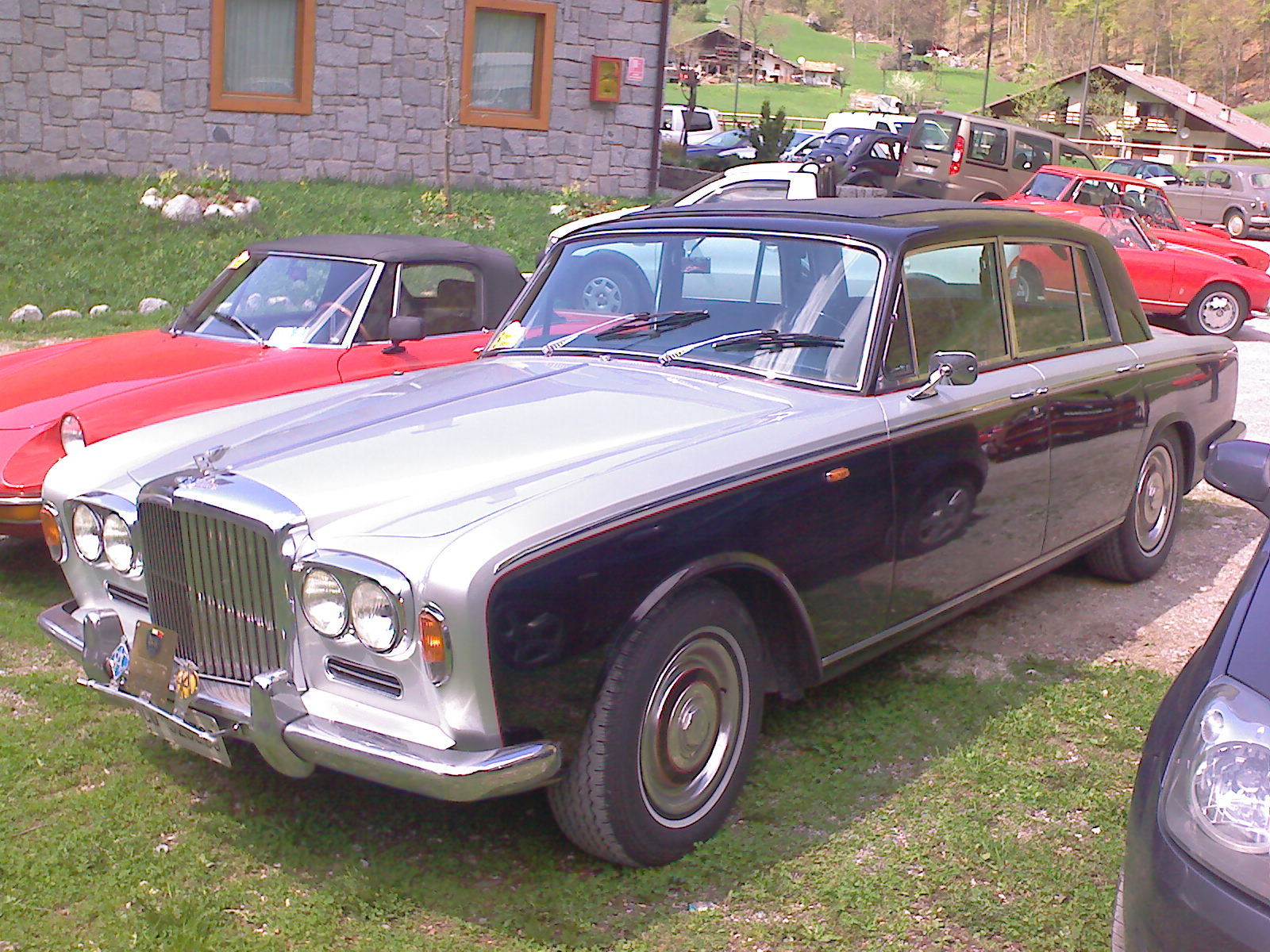
Una T1 del 1973, del tutto analoga alla Rolls-Royce Silver Shadow

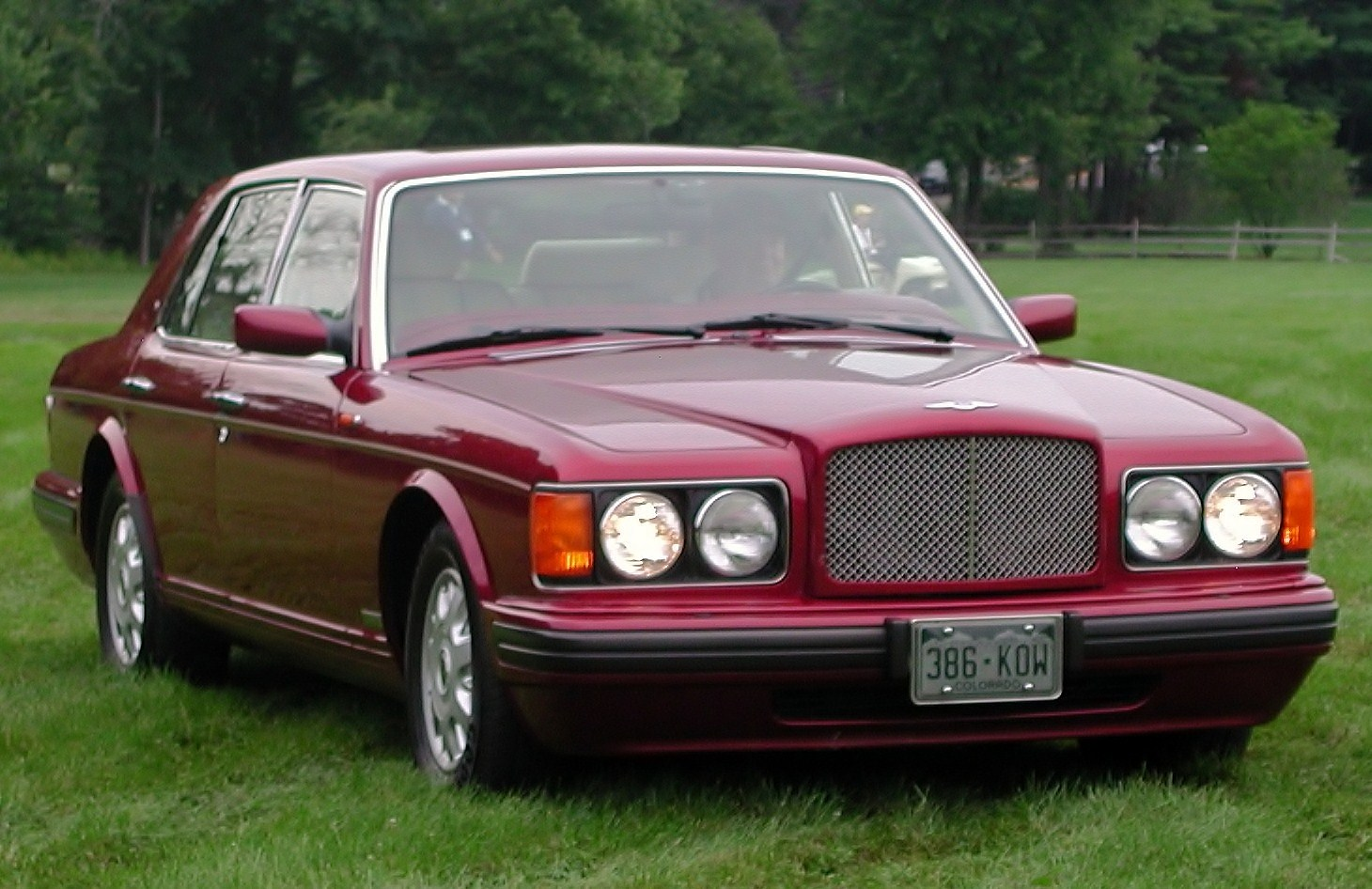
Una Brooklands del 1997, quasi identica alla Rolls-Royce Silver Spirit

Nel 1935, allo scadere del proprio contratto e alla luce di una politica aziendale che non condivise mai pienamente, W.O. lasciò definitivamente ogni incarico alla Rolls-Royce per approdare alla Lagonda ma mantenne la direzione del Bentley Drivers' Club, fondato da lui stesso nel 1936 e di cui nel 1947 nominò direttore l'ex pilota Woolf Barnato.

### La rinascita del marchio con l'acquisizione da parte del Gruppo Volkswagen
Dopo quasi settant'anni di un effettivo anonimato sotto l'austero controllo della Rolls-Royce, dove tutti i modelli Bentley, ormai ridotti a mere copie, montavano da decenni telai, motori e scocche di provenienza Rolls-Royce, anche la divisione automobilistica del più prestigioso marchio britannico, dovette fronteggiare un periodo di forte crisi; essa nel 1998 venne rilevata interamente dal Gruppo Volkswagen, con la partecipazione minoritaria della BMW, che già deteneva quote della Rolls-Royce.
Nel 2002, in occasione del Giubileo d'Oro della regina Elisabetta II,  la Bentley tornò dopo lungo tempo a essere uno dei fornitori ufficiali della Casa Reale inglese, allorché vennero realizzati due esemplari di Bentley State Limousine e il primo dei due modelli commissionati è stato consegnato alla regina il 29 maggio del 2002, presso la residenza reale di Windsor.
Nel 2003 vi è stato un nuovo riassetto societario che ha visto il Gruppo Volkswagen cedere interamente la Rolls-Royce Motors alla BMW, mantenendo la piena proprietà della sola Bentley e dei suoi storici stabilimenti di Crewe.

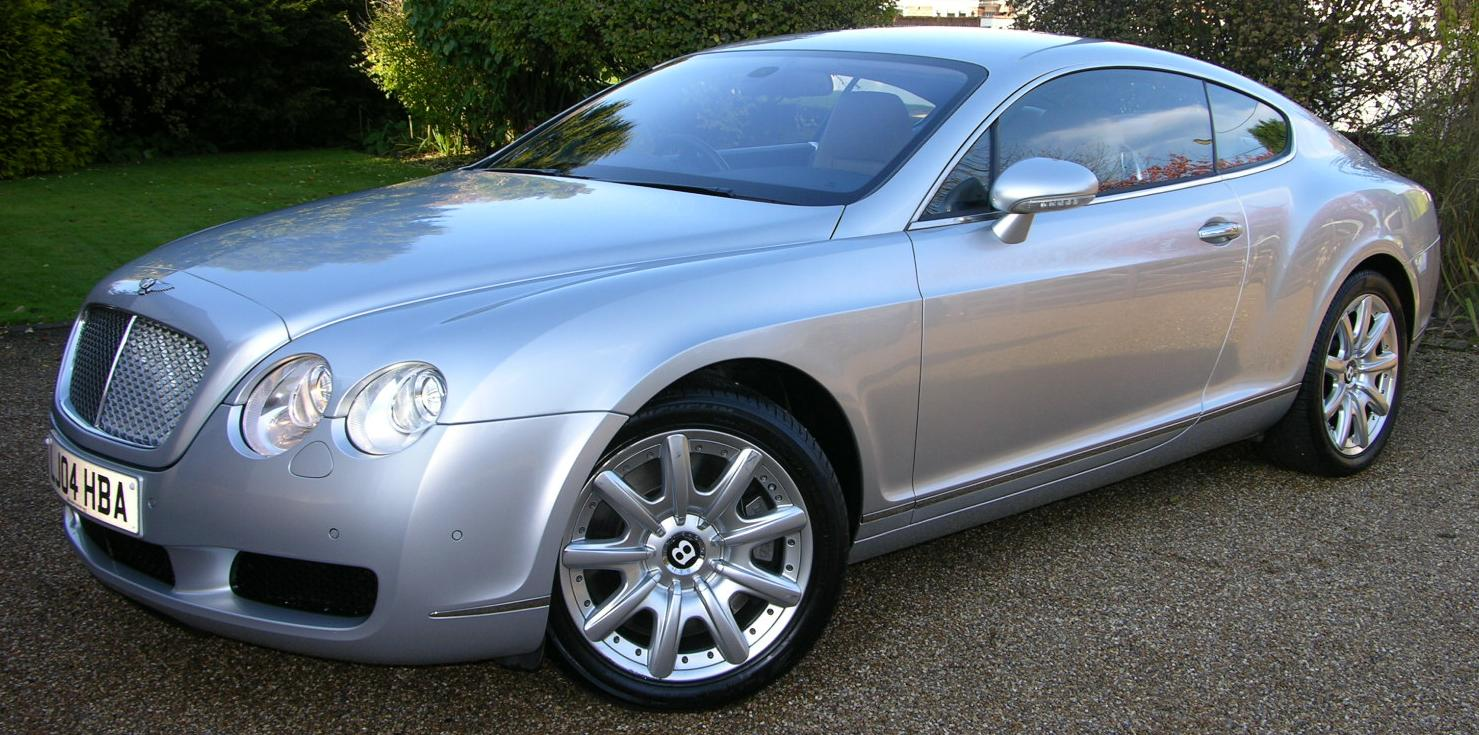
La nuova Continental GT del 2006, primo modello Bentley dopo l'acquisizione da parte del Gruppo Volkswagen

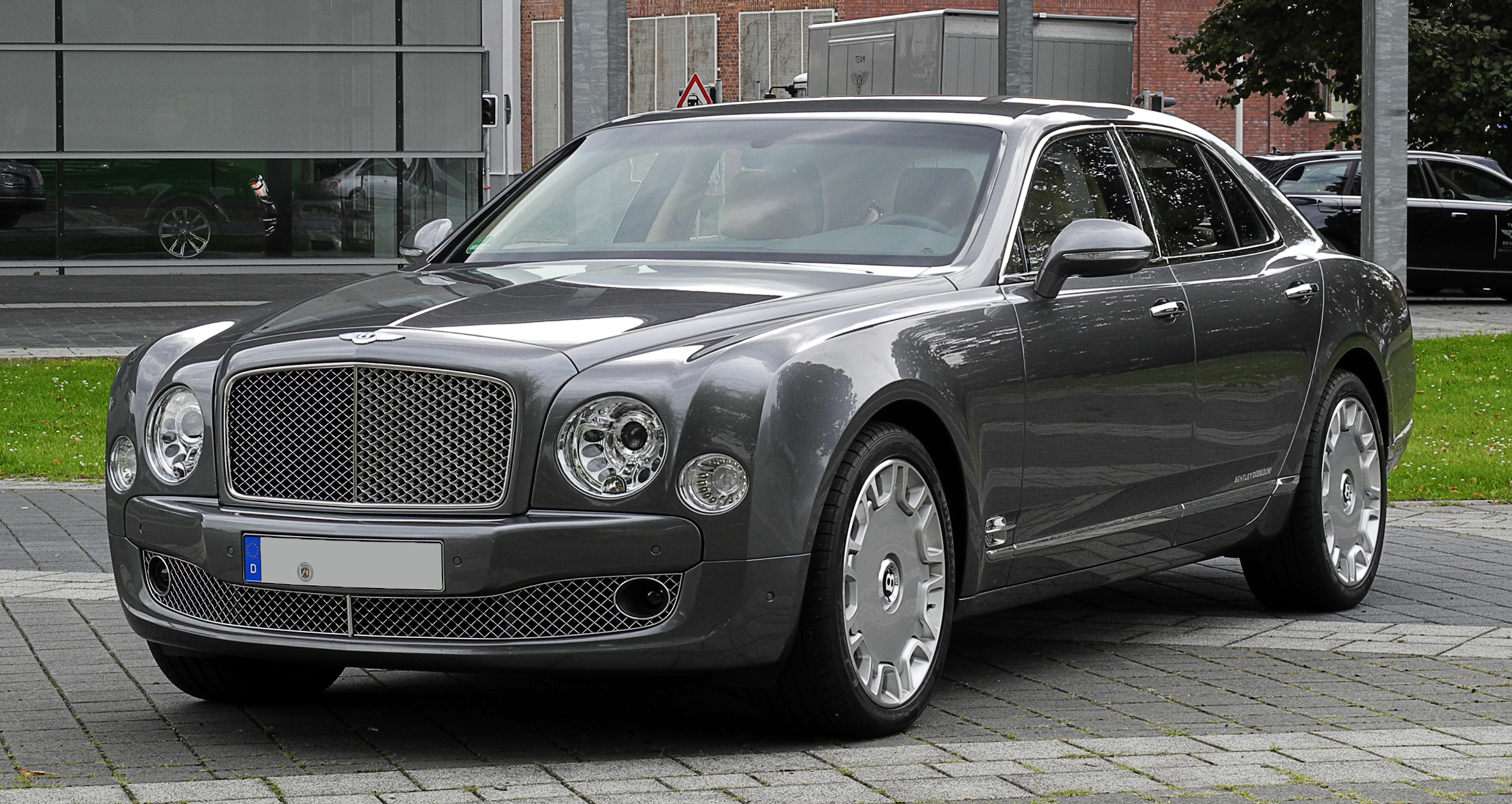
La nuova ammiraglia Mulsanne del 2010

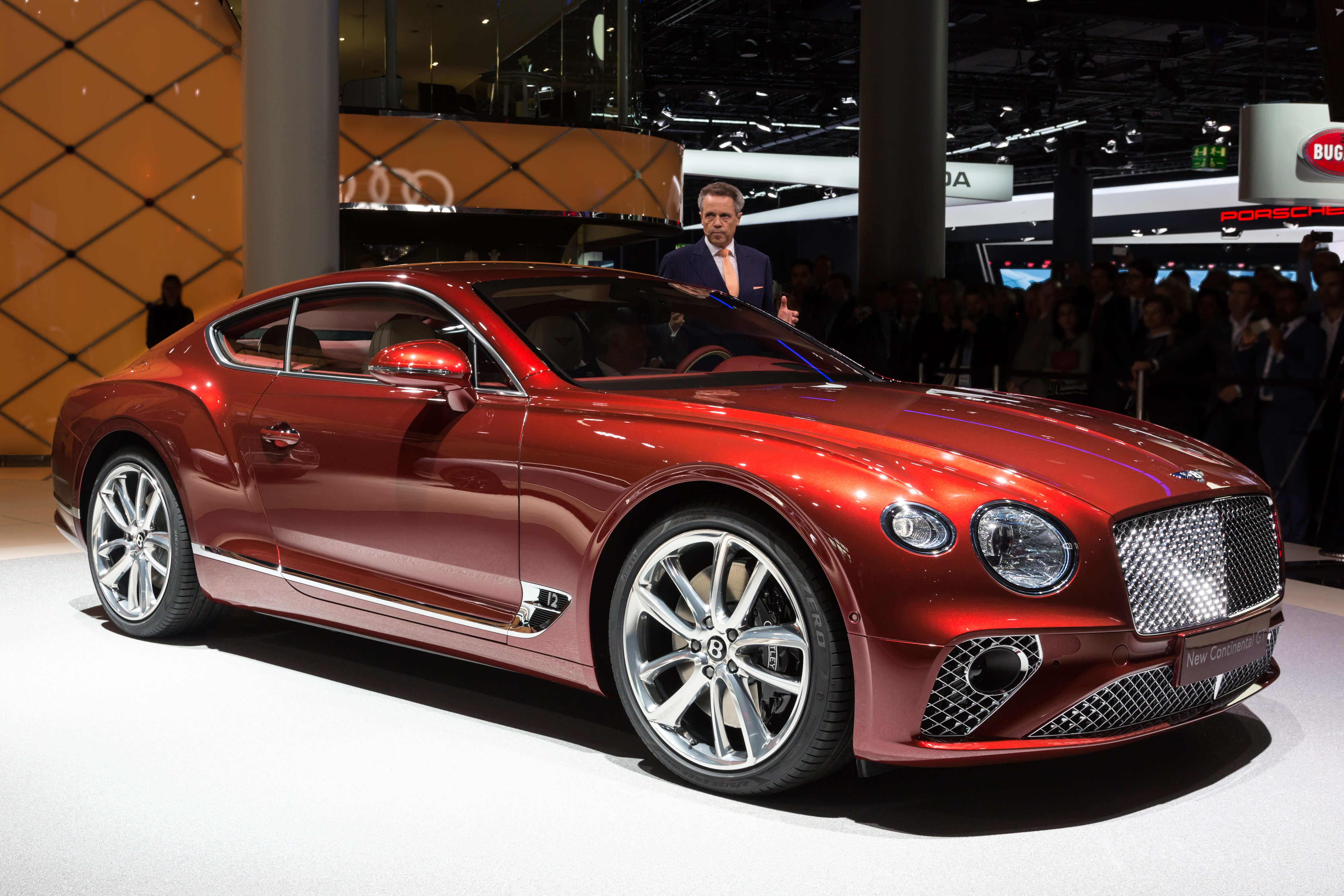
L'ultima versione della Continental GT del 2019, nella versione del centenario della casa automobilistica

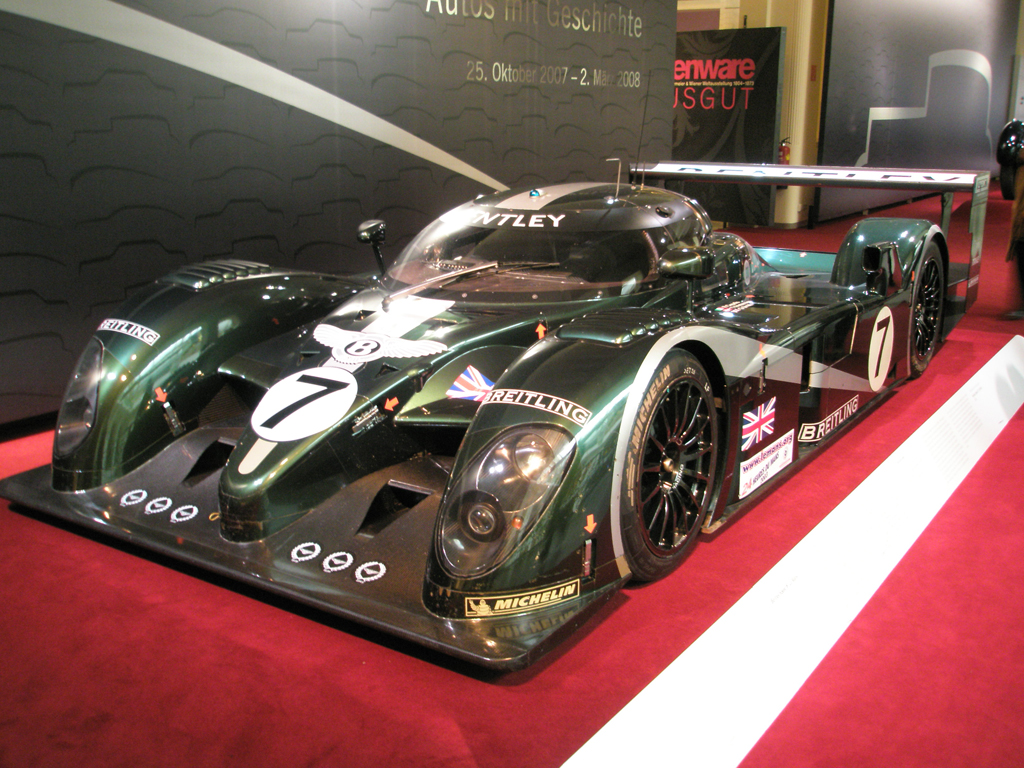
L'esemplare di Speed 8 da competizione che dal 2002 è tornata a correre alla 24 Ore di Le Mans e che dopo settantatré anni di assenza si è classificata al 1º posto nel 2003

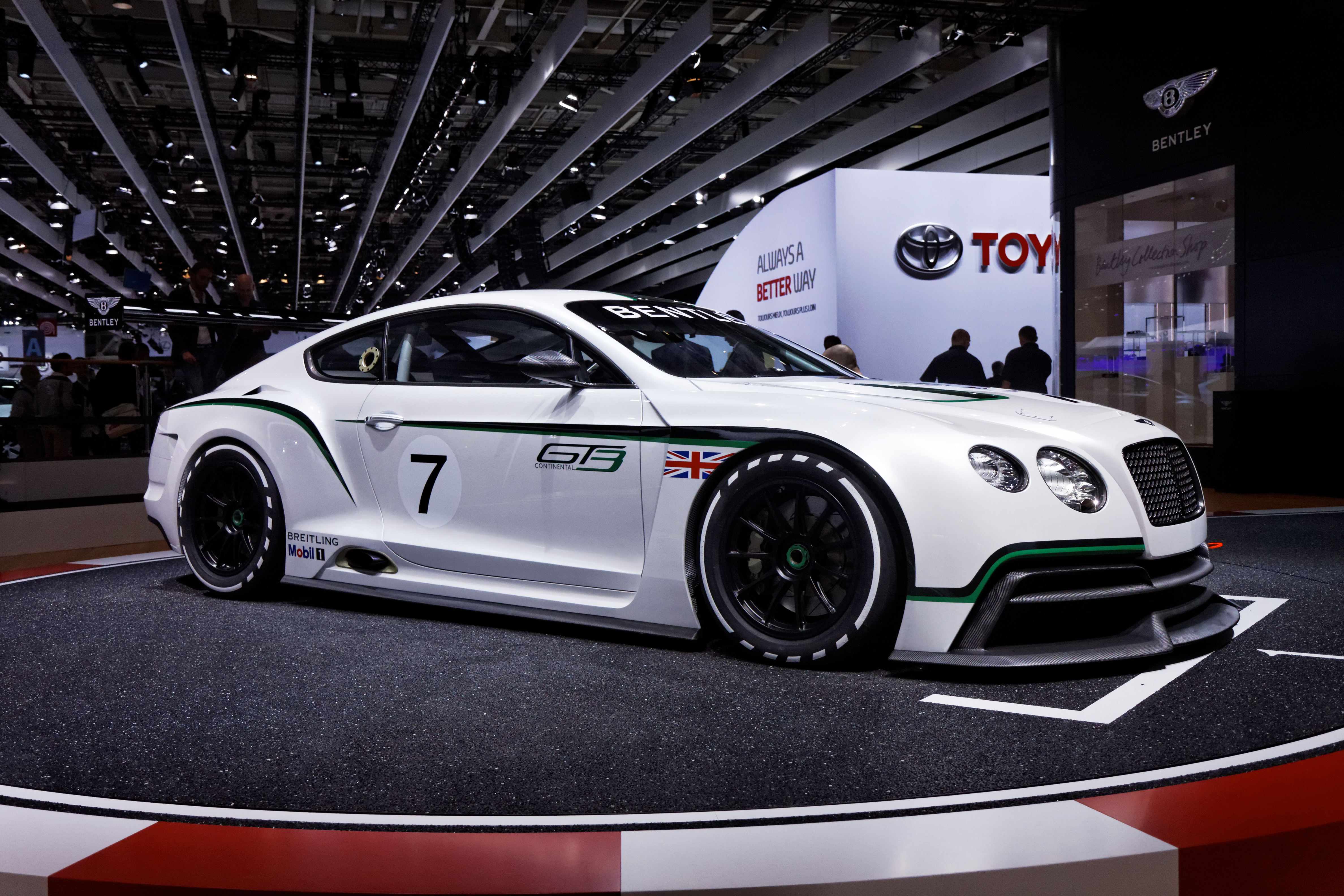
La Continental GT3-R con la livrea da competizione presentata al Motor Show di Parigi del 2012

Da allora una nuova e più illuminata strategia aziendale, orientata a una determinata volontà di rinascita del marchio, ha contribuito a ridefinire nuovi parametri stilistici, creando una più spiccata identità per l'intera gamma di vetture. Sempre nel 2003, alla luce delle decisioni dettate dalla nuova gestione, la Bentley è tornata anche a partecipare alla 24 Ore di Le Mans con la Speed 8 che con il Team Bentley ha conquistato la vittoria aggiudicandosi il 1º posto.
A seguito dello sviluppo di una nuova piattaforma e di nuovi telai, nel 2006 venne presentata la nuova Continental GT, una vettura completamente inedita concepita dal nuovo centro stile Bentley di Crewe che ha segnato una vera svolta nella storia della Bentley.
Proseguendo il processo di completo rinnovo della gamma, nel 2007 è stata introdotta anche la berlina Flying Spur, mentre il 2010 ha visto il lancio della nuova ammiraglia Mulsanne, il cui modello definitivo è stato presentato a una selezionata cerchia di clienti e giornalisti in anteprima al concorso d'eleganza di Pebble Beach; a completamento della gamma nel 2016 è stato presentato al pubblico anche il SUV Bentayga che è disponibile anche in versione ibrida.
Nel 2012 sono stati venduti 8.510 modelli e il nuovo obiettivo è produrre 25.000 vetture entro il 2019, anno in cui si è celebrato il centenario della casa automobilistica.

## Competizioni sportive
Forte dell'originaria vocazione sportiva della Bentley e delle storiche vittorie della 24 Ore di Le Mans, la nuova strategia aziendale orientata alla rinascita del marchio ha voluto celebrare il ritorno al panorama mondiale delle competizioni sportive su pista.
Nel 2002, dopo ben settantadue anni di assenza, la Bentley è tornata a partecipare alla 24 Ore di Le Mans con la Speed 8 che con i piloti Rinaldo Capello, Tom Kristensen e Guy Smith del Team Bentley ha conquistato la vittoria classificandosi al 1º posto nel 2003.
Nel 2013 la Bentley ha iscritto la nuova Continental GT, rinominata Continental GT3-R, alle competizioni con specifiche FIA GT3. Grazie all'impiego della fibra di carbonio, la vettura è stata alleggerita di circa 1.000 kg rispetto al modello di serie e il suo propulsore V8 4.0 è stato rielaborato per sviluppare una potenza di ben 600 CV.
L'attività sportiva a livello mondiale è proseguita con la partecipazione alla Blancpain Sprint Series.

## Cronotassi dei modelli

### Modelli storici(Dal 1919 al 1931)
- 3 Litre (1921–1929)
- 6½ Litre 1926–1930)
  - Speed Six (1928–1930)
- 4½ Litre (1926–1930)
  - Blower (1928–1930)
- 8 Litre (1930–1931)

### Modelli dal 1931 al 1998(A seguito dell'acquisizione da parte della Rolls-Royce)
- 4 Litre (1931)
- 3½ Litre (1933–1937)
  - 4¼ Litre (1936–1939)
- Mark V (1939–1941)
- Corniche (1939)
- Mark VI (1946-1952)
- Serie R e Continental (1952-1955)
- S1 e Continental (1955-1959)
- S2 e Continental (1959-1962)
- S3 e Continental (1962-1965)
- Serie T (1965-1980)
  - T1 (1965-1977)
  - T2 (1977-1980)
- Corniche (1971-1984)
  - Continental Convertible (1984-1995)
    - Continental Turbo (1992-1995)
- Camargue (1975-1986)
- Mulsanne (1980-1987)
  - Mulsanne L "limousine" (1984-1988)
  - Mulsanne Turbo (1982-1985)
  - Mulsanne S (1987-1992)
  - Turbo R — turbocompressa (1985-1995)
  - Turbo S — modello sportivo edizione limitata (1994-1995)
  - New Turbo R — sostituta della Turbo R precedente (1995-1997)
    - Turbo R Sport — modello sportivo edizione limitata (1996)

  - Turbo RT — evoluzione della New Turbo R (1997-1998)
- Eight — (1984-1992)
  - Continental R — turbocompressa 2-porte (1991-2002)[18]
    - Continental R Mulliner — modello sportivo (1999-2003)
    - Continental S — con intercooler (1994-1995)
- Brooklands — erede della Mulsanne S (1992-1998)
  - Brooklands R — modello sportivo (1996-1998)
- Azure 1ª serie — modello convertibile della Continental R  (1995-2003)
  - Azure Mulliner — modello sportivo (1999-2002)
  - Continental T — modello sportivo a passo corto (1996-2002)
  - Continental T Mulliner (1998-1999)

### Modelli dal 1998 al 2010(A seguito dell'acquisizione da parte del Gruppo Volkswagen)
- Arnage (1998-2010)
  - State Limousine (2002)[19]

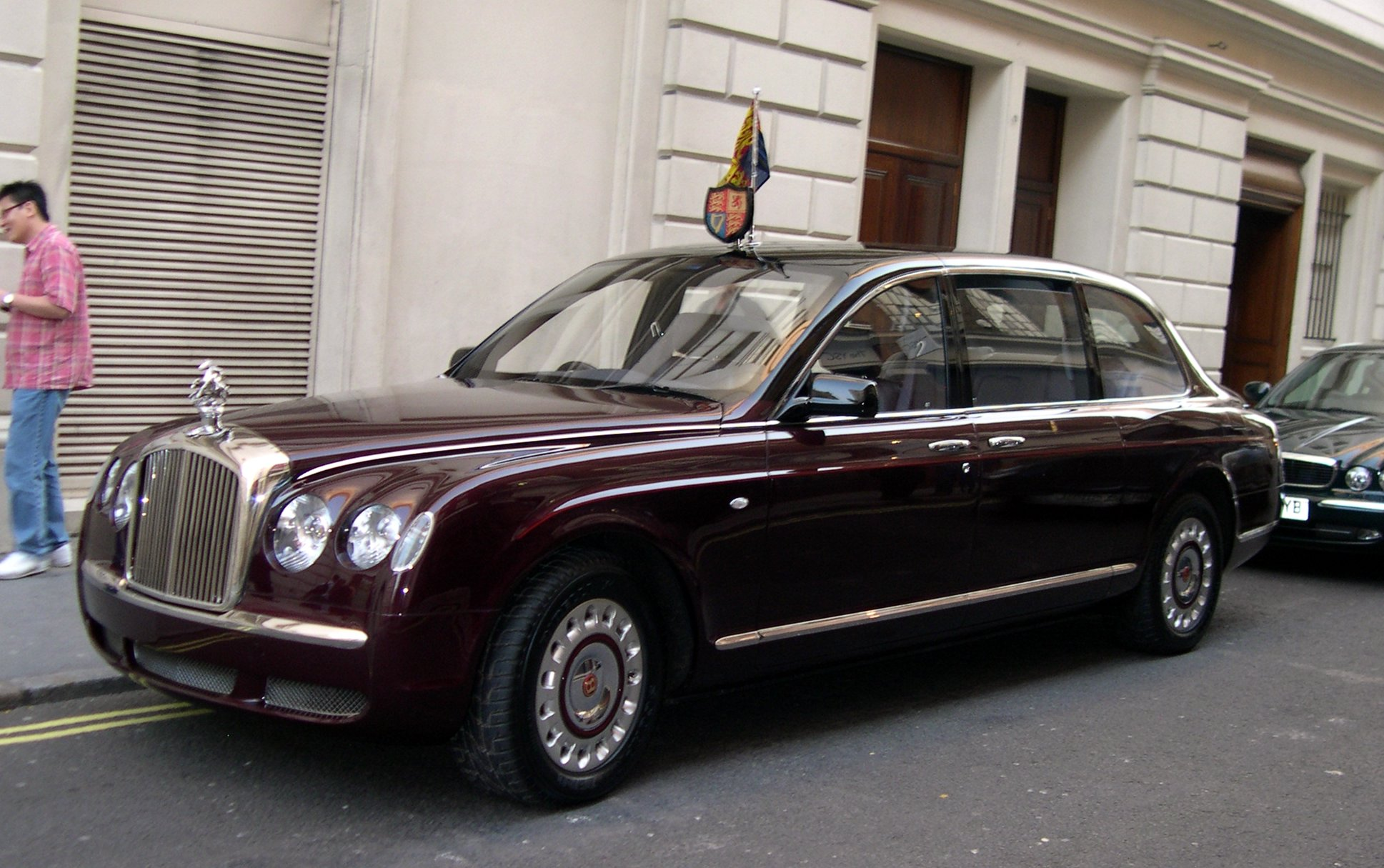
Uno dei due esemplari di Bentley State Limousine della regina Elisabetta II

- Azure 2ª serie — su base Arnage) (2003-2006)
- Continental GT (2003-)
- Bentley Continental Flying Spur (2005-2013)
- Brooklands Coupé (2008-2010)

### Modelli da competizione
- Blower, (1928)
- 6½ Litre Speed Six, (1929)
- Speed 8, (2003)
- Continental GT3-R, (2013)

## Immagini dei maggiori modelli

Evoluzione dei modelli Bentley dal 1921 a oggi.
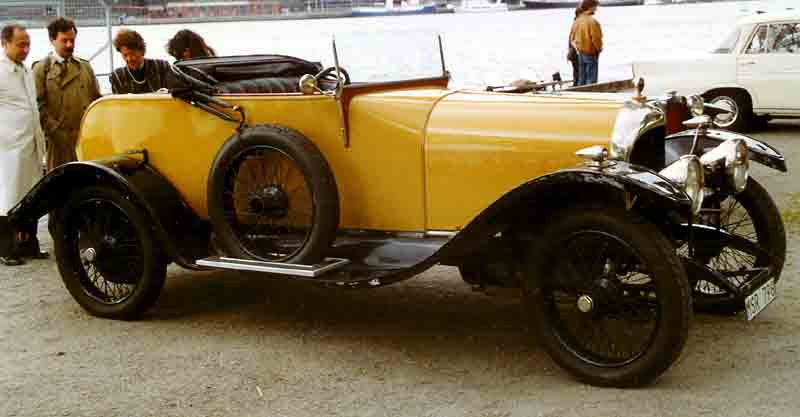
Uno dei primi esemplari di 3 Litre, (1921).
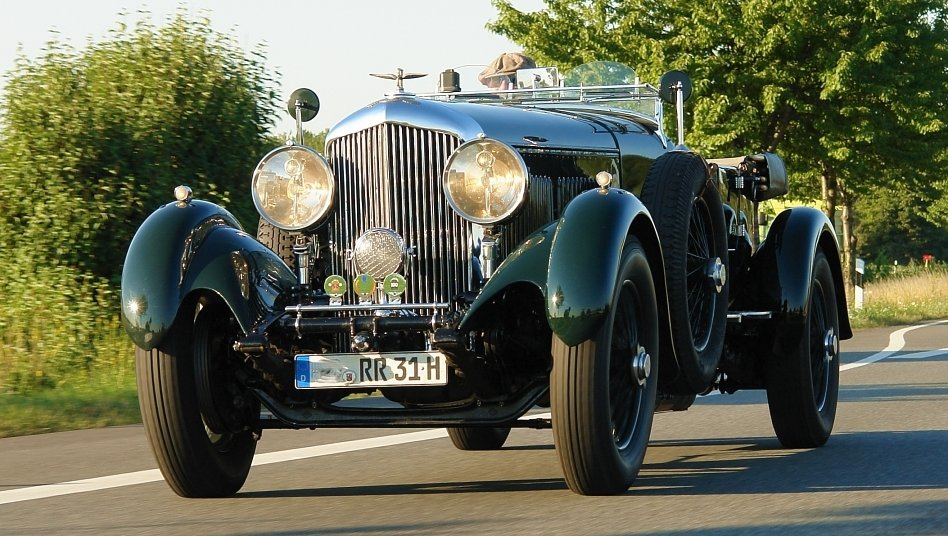
Un rarissimo esemplare di 8 Litre torpedo, (1930).
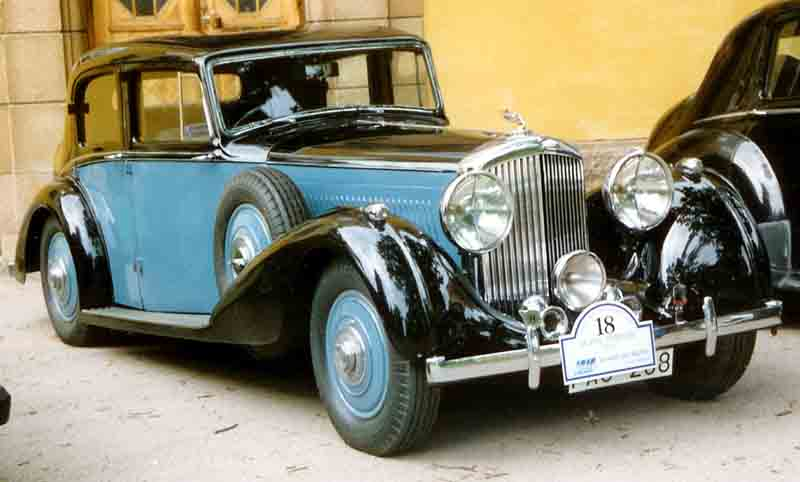
Un esemplare di 4¼ Litre, (1939).
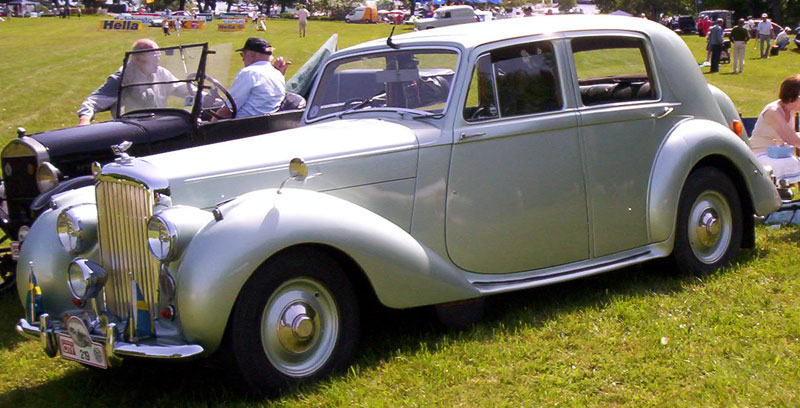
Una Mark VI, (1948).
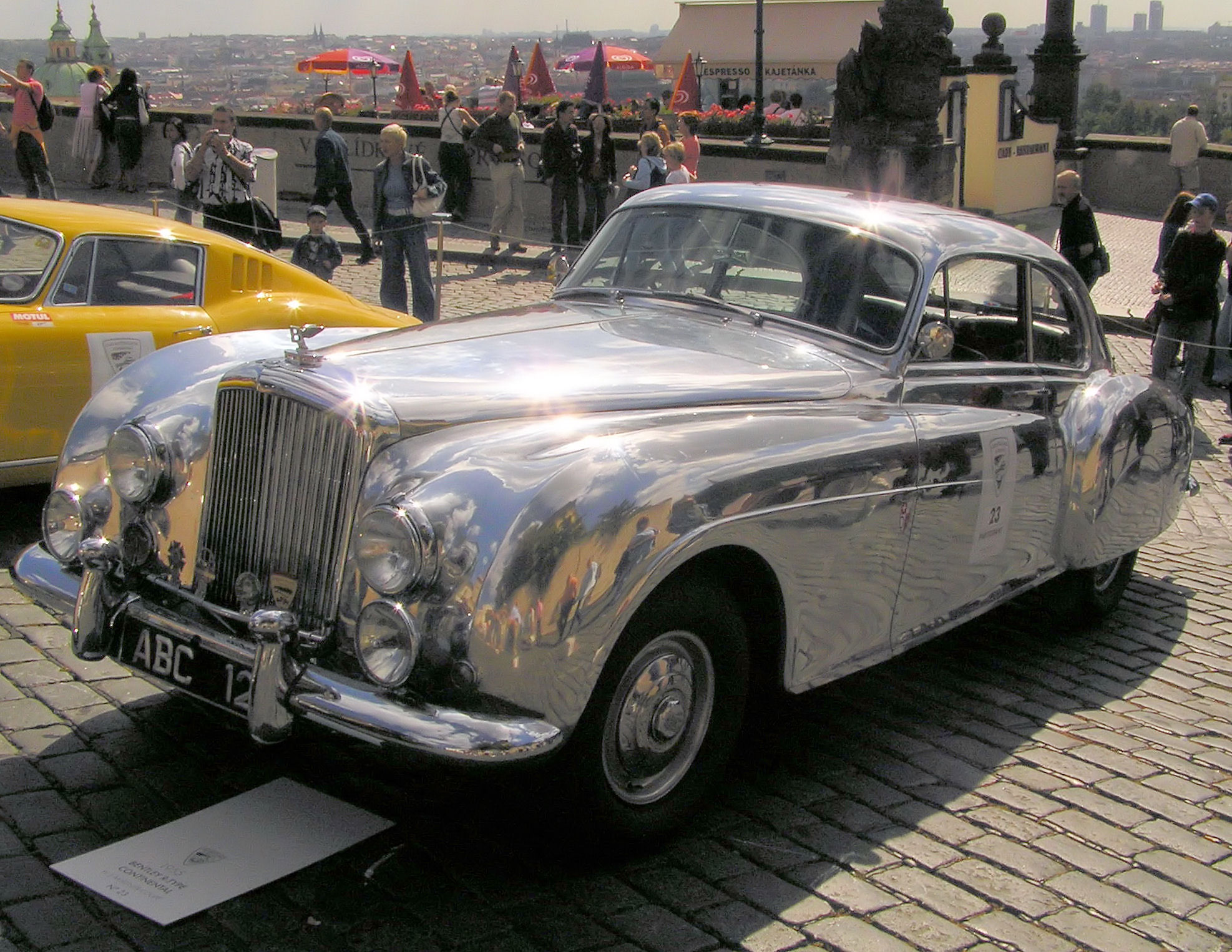
Una Continental R, (1955).
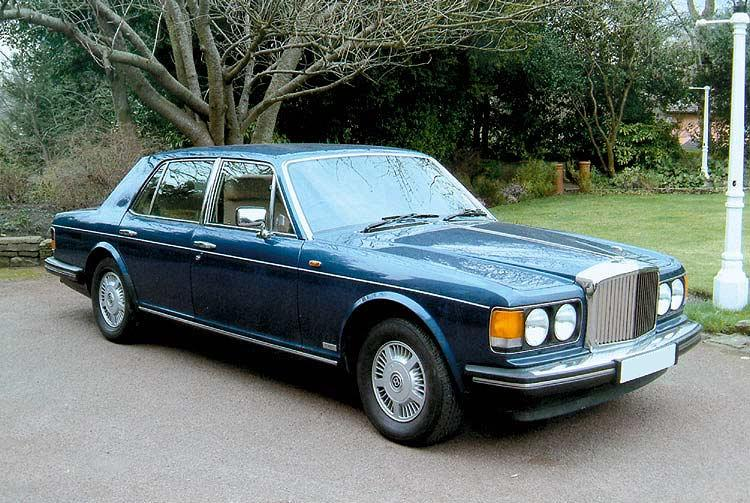
Una Mulsanne S, (1991).
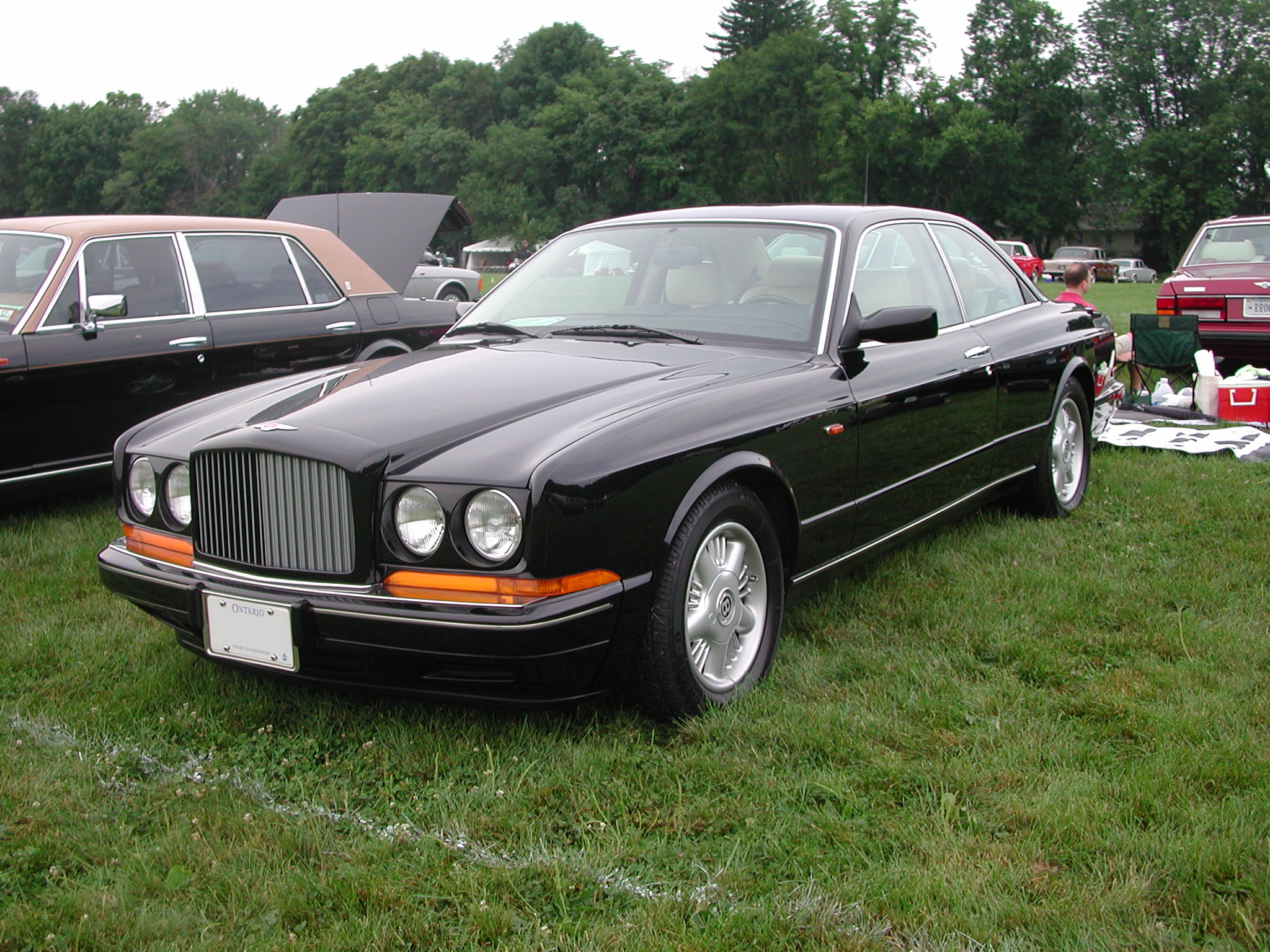
Una Continental R, (1998).
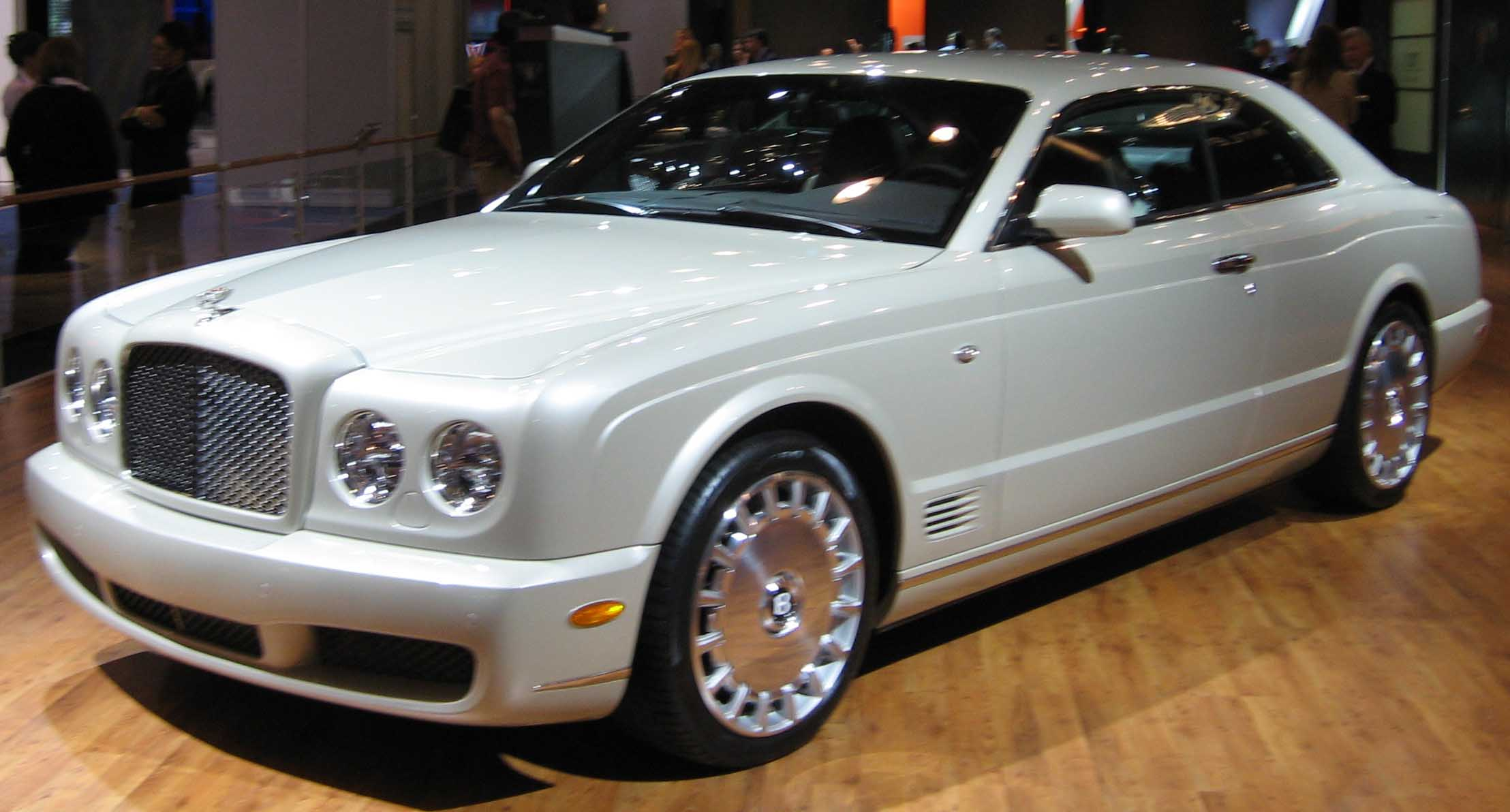
Una Brooklands Coupé, (2000).
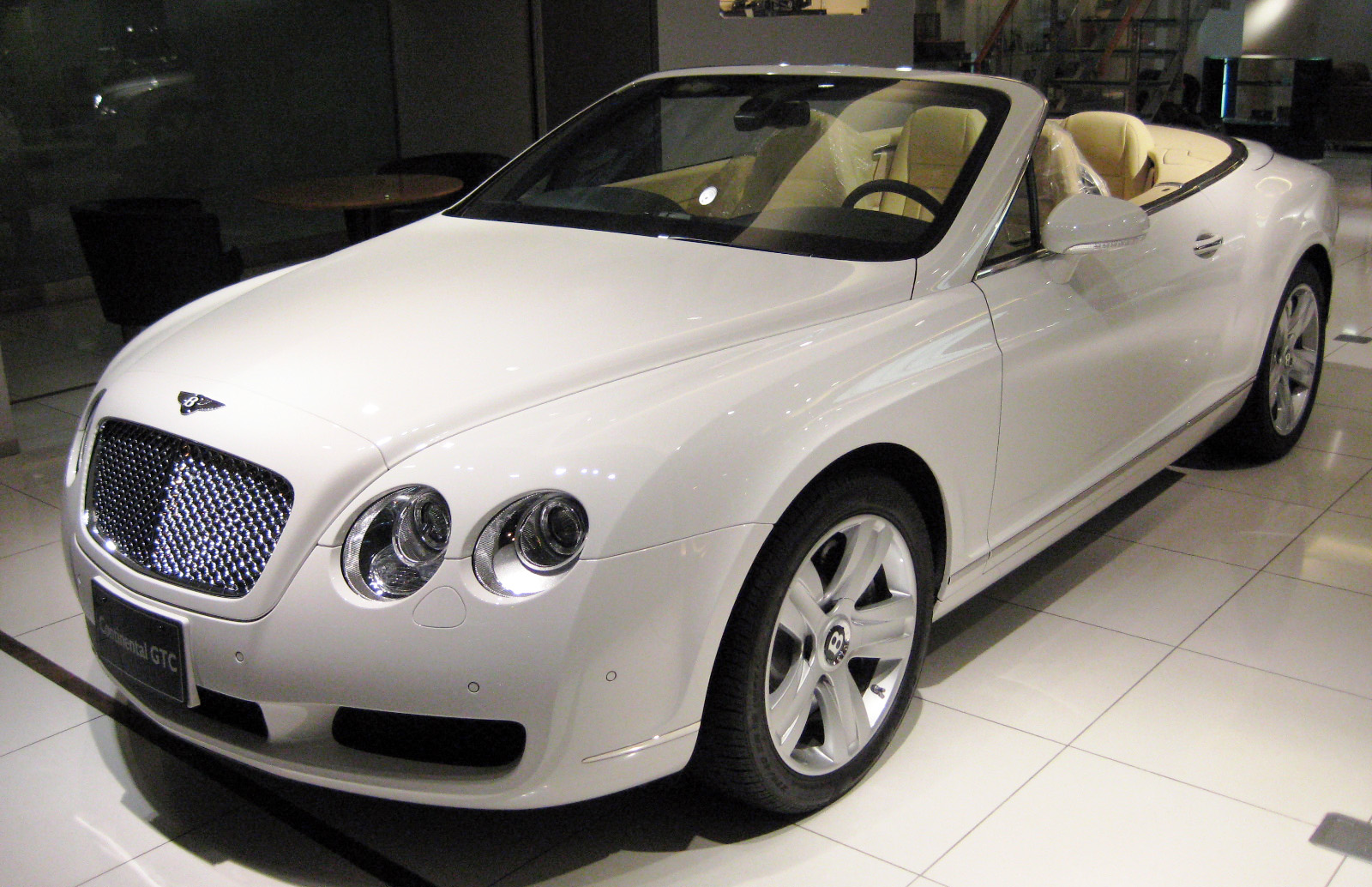
La Continental GTC, (2006).